# Марс и Венера
Марс и Венера је други студијски албум музичког дуа Ин виво издат 2019. године за IDJ Tunes. На албуму се налазе дуети са Теодором Џехверовић и Даном Барбаром. За све песме снимљени су музички спотови.

## Списак песама
Аутор(и) свих текстова: Невен Живанчевић In vivo (музичка група) осим за песму Карпе Дием Милан Ајдачић, аутор(и) свих песама: Игор Маљукановић Ин виво, осим за песму Џентлмен Стен (грчки певач).
| №  | Назив          | Трајање |  |
| 1. | Каиро          | 3:09    |  |
| 2. | Каква штета    | 2:49    |  |
| 3. | Музика за секс | 2:30    |  |
| 4. | Марс и Венера  | 3:30    |  |
| 5. | Џентлмен       | 3:30    |  |
| 6. | Карпе Дием     | 3:44    |  |
| 7. | Слатко грожђе  | 3:15    |  |